# Lampertsloch
Lampertsloch – miejscowość i gmina we Francji, w regionie Grand Est, w departamencie Dolny Ren.
Według danych na rok 1990 gminę zamieszkiwało 680 osób, 65 os./km².